# Matt Kennard
Matthew Kennard, né le 12 février 1982, est un acteur britannique connu pour son rôle de l’infirmier Archie Hallam dans le feuilleton de la BBC Doctors.

## Biographie
Kennard est né à Grimsby, Humberside.

### Carrière
Il joue des rôles dans des feuilletons dont Coronation Street, Hollyoaks et Doctors. Il joue également le rôle du footballeur de Manchester United Duncan Edwards dans un drama de la BBC sur la catastrophe aérienne de Munich. L'un des premiers rôles de Kennard est dans la série Love in the 21st Century, diffusée sur Channel 4 en 1999 et créée par Red Productions, qui est auparavant responsable de Queer as Folk.
Kennard quitte un rôle récurrent dans Doctors le 27 avril 2009 pour se concentrer sur le travail cinématographique, notamment dans le fanfilm Born of Hope (octobre 2009) avec son frère Sam. Kennard apparaît dans Waterloo Road (en) dans le rôle de Craig O'Leary. Kennard apparaît comme Dave Schmidt dans le film Bula Quo ! , sorti en 2013. La même année, il fait un bref passage à Emmerdale dans le rôle de l'homme d'affaires louche Kirk Stoker. En 2015, Kennard et son jumeau Sam jouent les frères jumeaux David et Gabriel Meyer dans la série télévisée de la BBC WPC 56. Il apparaît dans The Dumping Ground de CBBC en 2016.

### Vie privée
Kennard a un frère jumeau Sam, qui est également acteur. Il est marié à l'actrice Laura Aikman (en) depuis 2019.

## Filmographie
Sauf indication contraire, les informations mentionnées dans cette section peuvent être confirmées par la base de données cinématographiques Allociné,  présente dans la section « Liens externes ».

### Séries télévisées
- 1999 : Love in the 21st Century : Ryan (épisode Toyboys)
- 2000 : Coronation Street : Duncan Styles (1 épisode)
- 2001 : Heartbeat : Gareth North (épisode Gin a Body, Meet a Body)
- 2003 : Coronation Street : Jimmy Mullins (4 épisodes)
- 2004 : Room 10 : Julian
- 2006 : Surviving Disaster : Duncan Edwards (épisode Munich Air Crash)
- 2006 : The Bill : PC Kevin Sharpe (épisode Smell the Roses)
- 2007 : The Afternoon Play : Mickey (épisode Johnny Shakespeare)
- 2007 : Doctors : Eddy Skinner (épisode Teenage Kicks)
- 2007-2009 : Doctors : Archie Hallam (281 épisodes)
- 2010 : Comedy Lab : Matt Stone (saison 11, épisode 3)
- 2012 : Waterloo Road : Craig O'Leary
- 2012 : Lemon La Vida Loca : Mark (3 épisodes)
- 2013 : Emmerdale : Kirk Stoker
- 2013 : London Bridge : Tom
- 2013 : Drifters : Josh (2 épisodes)
- 2014 : Inspecteur Barnaby : Jamie Weston (épisode Wild Harvest)
- 2014 : WPC 56 : David Meyer
- 2016 : The Dumping Ground : Kerr (épisode The End of it All)
- 2016 : Coronation Street : Jude Sawyer (2 épisodes)
- 2017 : I Live with Models : Simon (épisode The Twofer)
- 2018 : Hollyoaks : Theo Jones
- 2018 : Jamie Johnson : Foxborough Coach
- 2022 : FBI: International : John Mallory (épisode The Kill List)

### Films
- 2009 : Born of Hope : Elladan
- 2010 : Freight : Sonny
- 2013 : Guitars, Guns and Paradise! : Dave
- 2014 : Killing Time : Boyd
- 2015 : Pleasure Island : Adam
- 2016 : Zombie Spring Breakers : Rupert
- 2022 : My Name is Leon : Tony

### Courts-métrages
- 2009 : Inseparable Coil : Peter Hanson
- 2020 : I Am Not A Rapist : narrateur

### Voix
- 2016 : Battlefield 1
- 2022 : CrossfireX : Robert Cavanaugh